# 스마트 워크
스마트 워크, 또는 원격근무는 종래의 사무실 개념을 탈피하여, 언제 어디서나(Anytime, Anywhere) 편리하게 효율적으로 업무에 종사할 수 있도록 하는 미래지향적인 업무환경으로서 과거의 하드워크(Hard Work)와 대비된다. 스마트 워크는 집에서 업무를 보는 재택 근무, 쌍방향 통신의 영향으로 인한 휴대 기기를 활용하여 외부에서 일하는 모바일 오피스, 그리고 집이나 업무 현장과 가까운 곳에 위치한 스마트 워크플레이스(Smart Workplace, SWP)의 세 가지 새로운 업무 형태를 포괄하는 개념이다.